# سفارت باربادوس در واشینگتن
سفارت باربادوس در واشینگتن (به انگلیسی: Embassy of Barbados) یک منطقهٔ مسکونی و نمایندگی سیاسی این کشور در ایالات متحده آمریکا است که در واشینگتن، دی.سی. واقع شده‌است.